# Спидометр

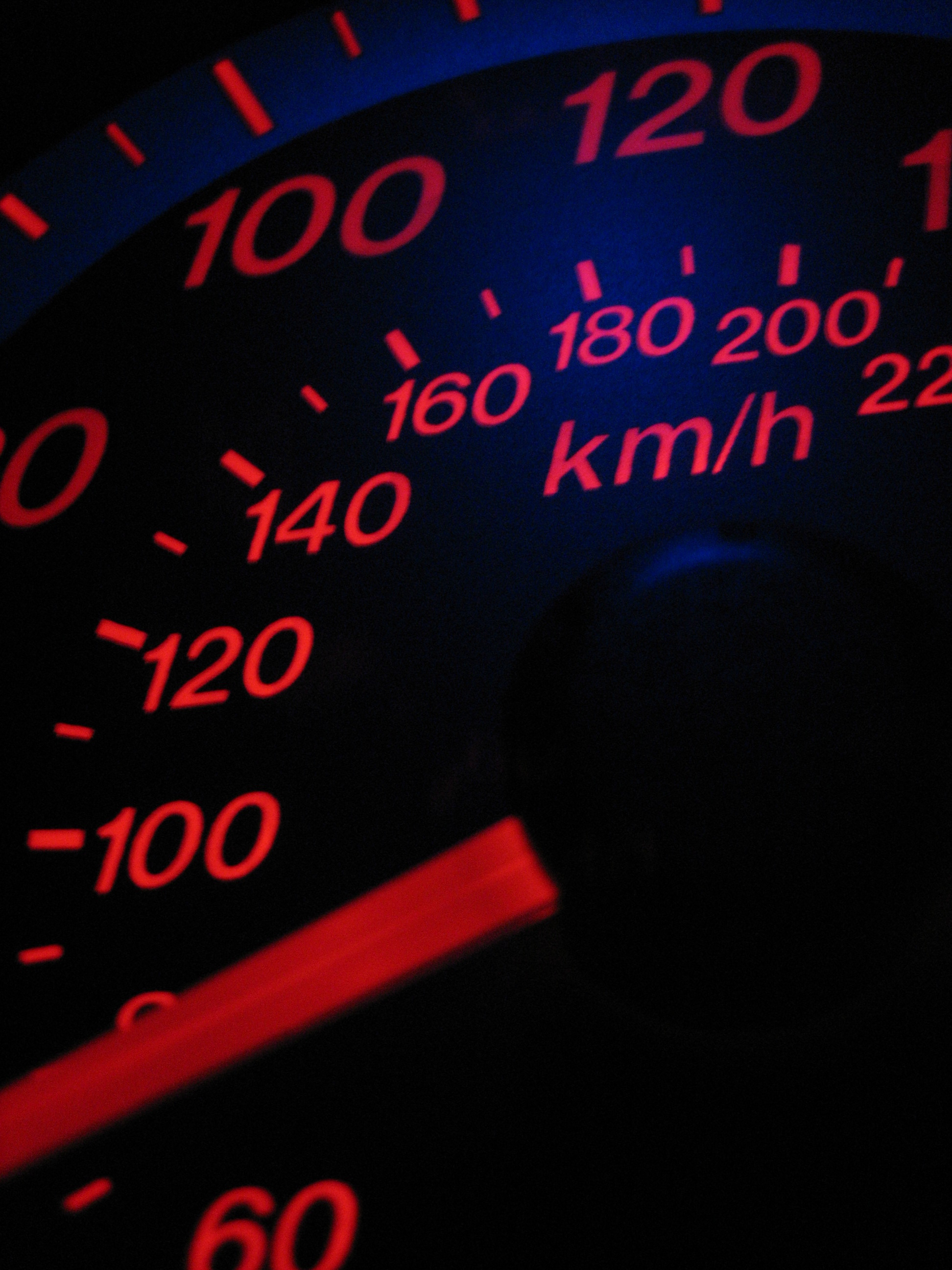

Спидо́метр (от англ. speed — скорость + греч. μέτρον — мера) — измерительный прибор для определения модуля мгновенной скорости движения.

## История
Впервые прибор появился в 1901 году в автомобилях Oldsmobile Curved Dash. Одна из первых моделей спидометра была сделана Николой Теслой и запатентована в 1916 г. (патент № 1,209,359 выдан United States Patent Office). До сегодняшних дней этот тип спидометров не претерпел существенных изменений и используется в автостроении.

## Классификация

### По способу измерения
- Хронометрический — комбинация одометра и часового механизма.
- Центробежный — плечо регулятора, удерживаемое пружиной, вращается вместе со шпинделем и отбрасывается в стороны центробежной силой так, что расстояние смещения пропорционально скорости.
- Вибрационный — используется для быстровращающихся машин. Механический резонанс колебаний рамы или подшипников машины вызывает колебания градуированных язычков с частотой, соответствующей числу оборотов машины.
- Индукционный — система постоянных магнитов, вращающихся вместе с приводным шпинделем, генерирует вихревые токи в диске из меди или алюминия, помещённом в магнитное поле. Диск, таким образом, втягивается в круговое движение, но его вращение замедляется ограничительной пружиной. Диск соединен со стрелкой, показывающей скорость.
- Электромагнитный — скорость определяется по ЭДС, вырабатываемой тахогенератором, подключённым к шпинделю.
- Электронный — оптический, магнитный или механический датчик вырабатывает импульс тока за каждый оборот шпинделя. Импульсы обрабатываются электронной схемой и скорость выводится на индикатор.
- По системе спутникового позиционирования — скорость определяется по системе спутникового позиционирования GPS электронным путём как пройденное расстояние, делённое на время пути.

Долгое время сигнал скорости движения снимался с элементов конструкции колеса или трансмиссии и механически, путём вращающегося троса в боуденовой оболочке, передавался на спидометр. С развитием электроники механическая передача уходит в прошлое.

### По типу индикатора

#### Аналоговые

Стрелочный спидометр.

- Стрелочный — наиболее распространён; скорость указывает вращающаяся вокруг оси стрелка;

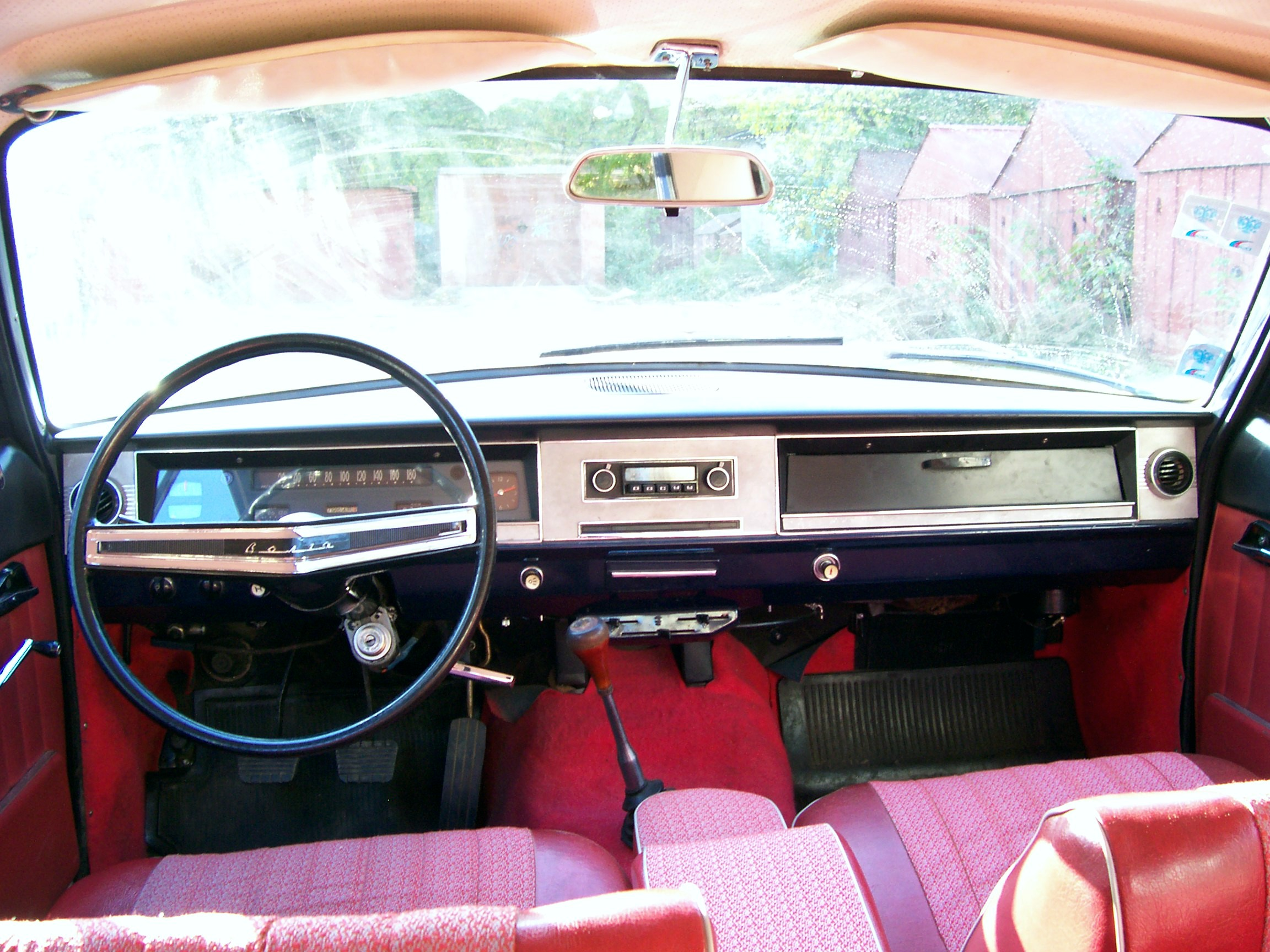
Ленточный спидометр на «Волге».

- Ленточный — использовался на ГАЗ-24 до начала 1975 года, многих американских и некоторых европейских и японских моделях; скорость показывает лента, проходящая мимо делений на неподвижной шкале;

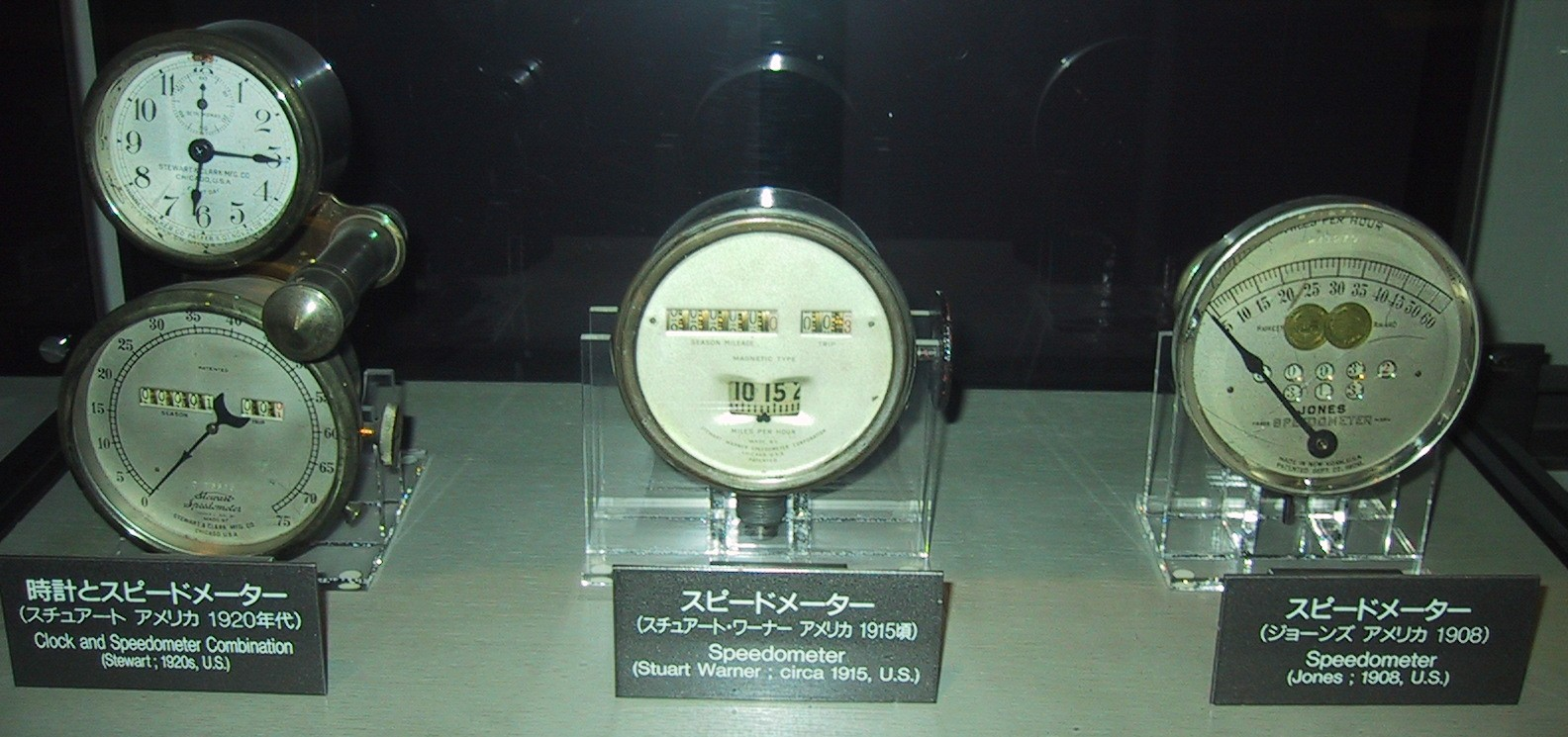
Барабанный спидометр (по центру).

- Барабанный — использовался на многих довоенных автомобилях, некоторых американских автомобилях шестидесятых, а также — относительно современных моделях «Ситроена»; деления нанесены на вращающийся барабанчик и при его вращении появляются в окошке, отображая текущую скорость до 2000 км/0,5с;

#### Цифровые
Индикатор цифрового спидометра представляет собой жидкокристаллический или аналогичный дисплей, отображающий скорость в виде цифр;

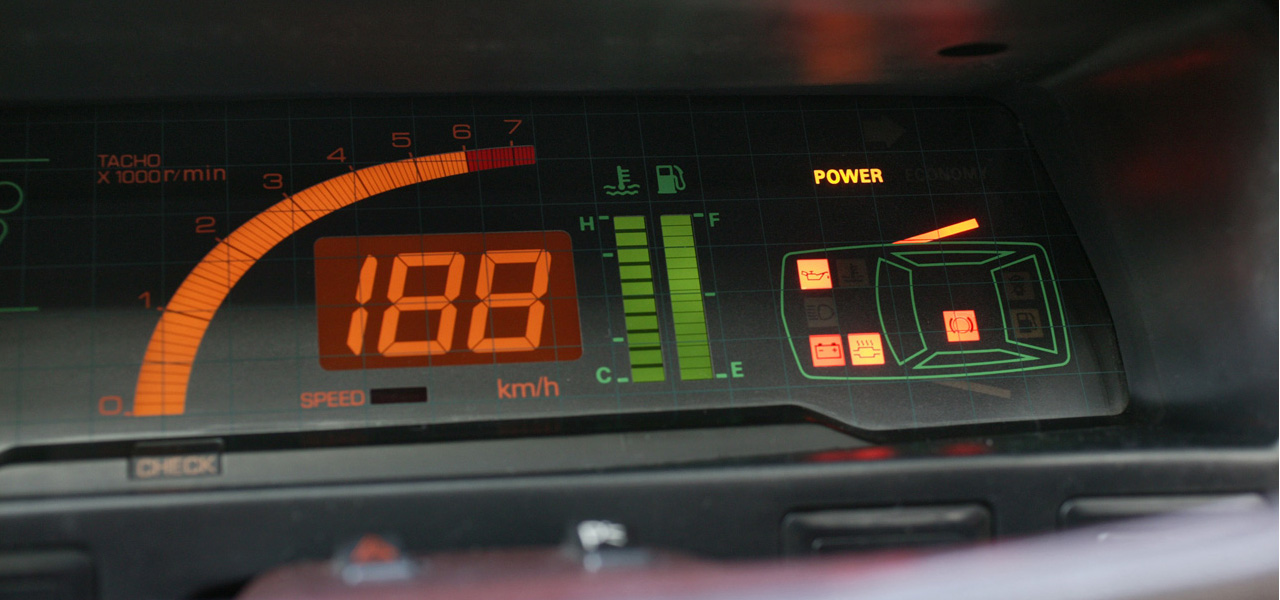
Цифровой спидометр.

В последнем случае основной проблемой является задержка показаний: в отсутствие задержки отображения значения скорости или слишком малой задержки водитель не способен корректно воспринимать постоянно «скачущие» перед глазами цифры; при введении существенной задержки же, индикатор начинает некорректно отображать данные о скорости в данный момент времени при разгоне и торможении из-за запаздывания.
В силу этого, аналоговые индикаторы всё ещё очень широко используются, а цифровые получили распространение на относительно небольшом числе моделей; всплеск их популярности произошёл в США в конце семидесятых — восьмидесятых годах, откуда эта мода передалась японским производителям, но впоследствии на большинстве моделей их сменили традиционные стрелочные спидометры.
Часто спидометр совмещают в одном корпусе со счётчиком пройденного расстояния — одометром.

## Погрешность показаний
Все спидометры, как и любое другое техническое устройство, имеют погрешность показаний. Производителями автомобильной техники принято, чтобы погрешность спидометра на автомобилях конструктивно была в сторону увеличения показаний, против фактической скорости движения (это необходимо, в том числе, и для исключения конфликтных ситуаций с дорожной полицией). Погрешность измеряется в процентах, а не километрах или милях.
Во многих странах требования к погрешности показаний спидометров регулируются Правилами ЕЭК ООН № 39; в России эти правила имплементированы ГОСТ Р 41.39-99. В частности, устанавливается, что скорость по прибору никогда не должна быть меньше истинной скорости.